# Salvadora intermedia
Salvadora intermedia là một loài rắn trong họ Rắn nước. Loài này được Hartweg mô tả khoa học đầu tiên năm 1940.